# Zehra Sayers
Zehra Sayers (25 de septiembre de 1953) es una bióloga estructural turca. Fue Presidenta de la Universidad Sabancı y presidió el comité asesor del Synchrotron-light for Experimental Science and Applications in the Middle East (SESAME). Fue galardonada con el Premio AAAS de Diplomacia Científica en 2019. Tiene la ciudadanía turca y británica.

## Trayectoria
Sayers nació en Turquía. Estudió física en la Universidad del Bósforo de Estambul. Para sus estudios de posgrado, Sayers se mudó al Reino Unido. En 1978, obtuvo un doctorado en investigación realizado en la King's College London GKT School of Medical Education, el título fue otorgado por la Universidad de Londres. Trabajó como investigadora postdoctoral en la Universidad Abierta y en el Laboratorio Wallenberg, Universidad de Upsala. En 1986, fue la primera mujer científica en ser nombrada para el Laboratorio Europeo de Biología Molecular. Sayers fue pionera en el uso de la radiación sincrotrón para estudiar las proteínas del citoesqueleto y la cromatina. Mientras trabajaba en Alemania fue nombrada profesora asociada. Recibió su título de profesora con una tesis de la Universidad Alemana de Hamburgo en 1996.  
En 1998, Sayers regresó a Turquía y fue miembro fundador de la Universidad Sabancı. Fue elegida Directora del Programa de Desarrollo de la Fundación en 2010 y presidenta en 2018. Su investigación se centra en la producción de proteínas recombinantes, y en la estructura de las fibras de cromatina y las proteínas filamentosas. Pretende identificar la relación entre estructura y función en macromoléculas. En la Universidad de Sabancı, Sayers ha revolucionado la enseñanza de pregrado, desarrollando un plan de estudios interdisciplinario, de artes liberales, para la enseñanza de las ciencias en Turquía.
Sayers ha estado involucrada en el proyecto SESAME desde el 2000. SESAME fue inaugurada en 2017 por Abdullah II de Jordania. Ella cree que las fuentes de luz sincrotrón son una forma efectiva de integrar científicos de diferentes disciplinas y nacionalidades. Durante su tiempo como Presidenta del Comité Asesor, supervisó la formación de cientos de jóvenes científicos para utilizar la radiación sincrotrón. Ocupó el cargo de Presidenta del Comité Asesor de SESAME de 2002 a 2018. Sayers ha trabajado como asesora para el Proyecto del Centro Acelerador de Turquía. También ha hablado sobre las colaboraciones internacionales que forman parte de SESAME en TEDx CERN en 2013.

## Reconocimientos
Sayers recibió el Premio EuroScience Rammal en 2017, que reconoció sus contribuciones a la construcción del programa científico de SESAME. En 2019, se convirtió en la primera ciudadana turca en ganar el Premio AAAS a la Diplomacia Científica, y se convirtió en miembro honorario de la Sociedad de la Academia de Ciencias de Turquía. Más tarde ese mismo año, fue reconocida por la BBC como una de las 100 Mujeres más influyentes de 2019.